# Батигнат
Батигнат (лат. Bathygnathus, от др.-греч. βᾰθύς γνάθος «глубокая челюсть») — сфенакодонтный пеликозавр из ранней перми Полярной Канады (остров Принца Эдуарда). Описан Джозефом Лейди в 1854 году на основании куска челюсти из красных песчаников этого острова. Лейди решил, что фрагмент кости с зубами является дистальным концом правой ветви нижней челюсти крупного хищного динозавра. Он назвал его «Батигнат» — «тяжёлая челюсть», поскольку высота челюсти была велика для её длины. Согласно описанию Лейди, в челюсти сохранились семь крупных зубов неравной величины, высота фрагмента больше 10 см (4 дюйма), длина — более 18 см (7,25 дюйма); задняя часть фрагмента чрезвычайно тонка, что указывает на существовавший контакт с другими костями (с надугловой костью, по мнению автора). Наружная поверхность челюсти покрыта тонкой структурой из мелких бороздок. Зубы уплощённые, напоминают зубы современных варанов. Лейди отметил, что зубы могли замещаться изнутри кнаружи. На основании своего описания Лейди заключил, что возраст красного песчаника острова Принца Эдуарда — триасовый. Прочие геологи не были вполне согласны с ним, но наличие остатков динозавра не оставляло возможности другого толкования, тем более, что Э. Д. Коуп был согласен с определением Лейди.
В 1905 году Э. Кейз и Ф. фон Хюне одновременно пришли к заключению, что челюсть батигната — левая верхнечелюстная кость (максилла) крупного хищного пеликозавра, сходного с диметродоном. Соответственно, возраст красных песчаников Полярной Канады в этом районе оказался раннепермским, что подтвердили и найденные остатки растений. Судя по размерам кости, длина всего черепа могла быть до 45—50 см, что сравнимо с крупнейшими видами диметродонов. Следует отметить, что по строению черепа крупные сфенакодонты (диметродон, сфенакодон, ктеноспондил) практически неотличимы. Поэтому истинное систематическое положение батигната внутри семейства и его облик (наличие «паруса») остается неизвестным. Так или иначе, батигнат показывает, что распространение сфенакодонтов в начале пермского периода было очень широким.